# Labroye
Labroye település Franciaországban, Pas-de-Calais megyében. Lakosainak száma 143 fő (2022. január 1.). Labroye Regnauville, Caumont, Raye-sur-Authie, Tollent és Le Boisle községekkel határos.

## Népesség
A település népességének változása:
| Lakosok száma | 168  | 167  | 172  | 165  | 159  | 154  | 150  | 146  | 143  |
|               | 2013 | 2015 | 2016 | 2017 | 2018 | 2019 | 2020 | 2021 | 2022 |